# Сквер воїнів-інтернаціоналістів (Севастополь)
Сквер воїнів-інтернаціоналістів — сквер в Ленінському районі Севастополя, на вулиці Леніна поруч з площею Суворова. До 15 лютого 1999 року називався сквером Ленінського комсомолу.
У сквері знаходиться пам'ятник воїнам-афганцям, з нагоди 19-ї річниці виведення радянських військ з Афганістану і пам'ятник бойовій машині піхоти, яка поставлена в сквері на постаменті. Вона дійсно брала участь у бойових діях в Афганістані, була підбита, а потім відремонтована.
На Алеї пам'яті у сквері посаджено 19 кипарисів. Прикрашає сквер ротонда, що завершує природно-архітектурну композицію.

## Галерея

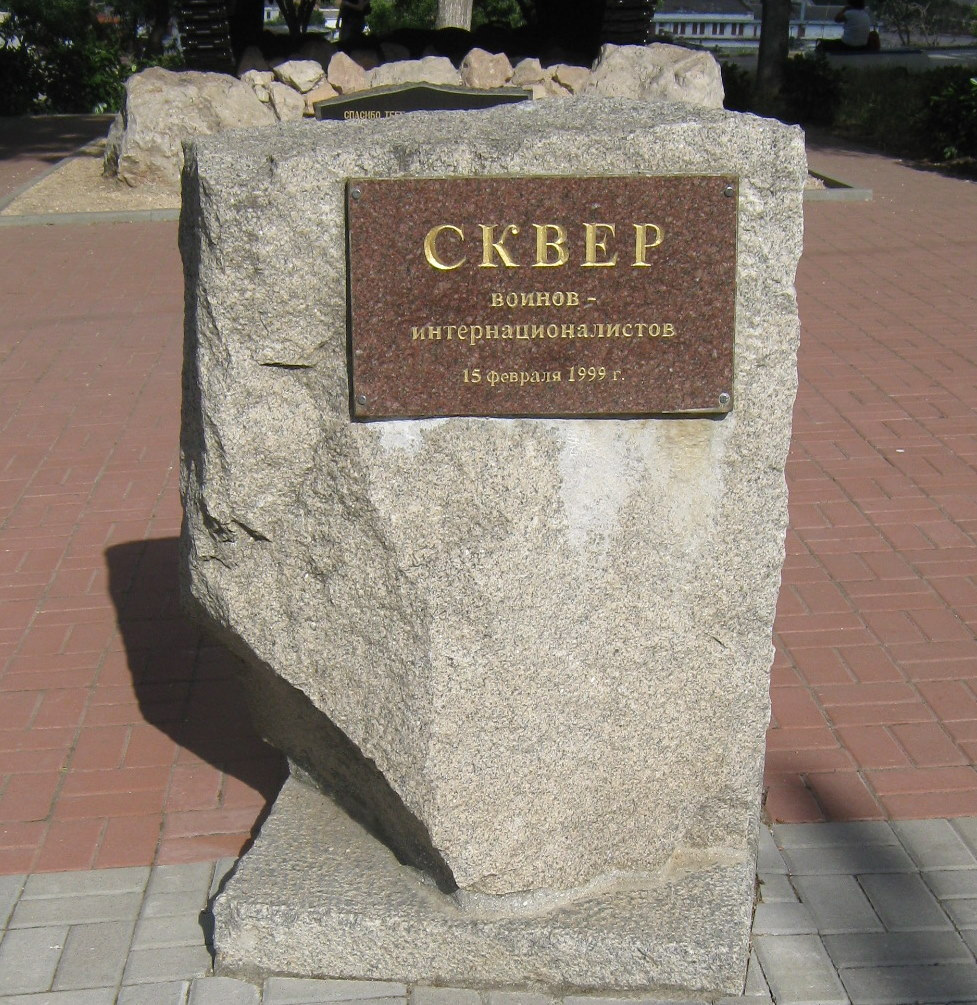
анотаційний знак
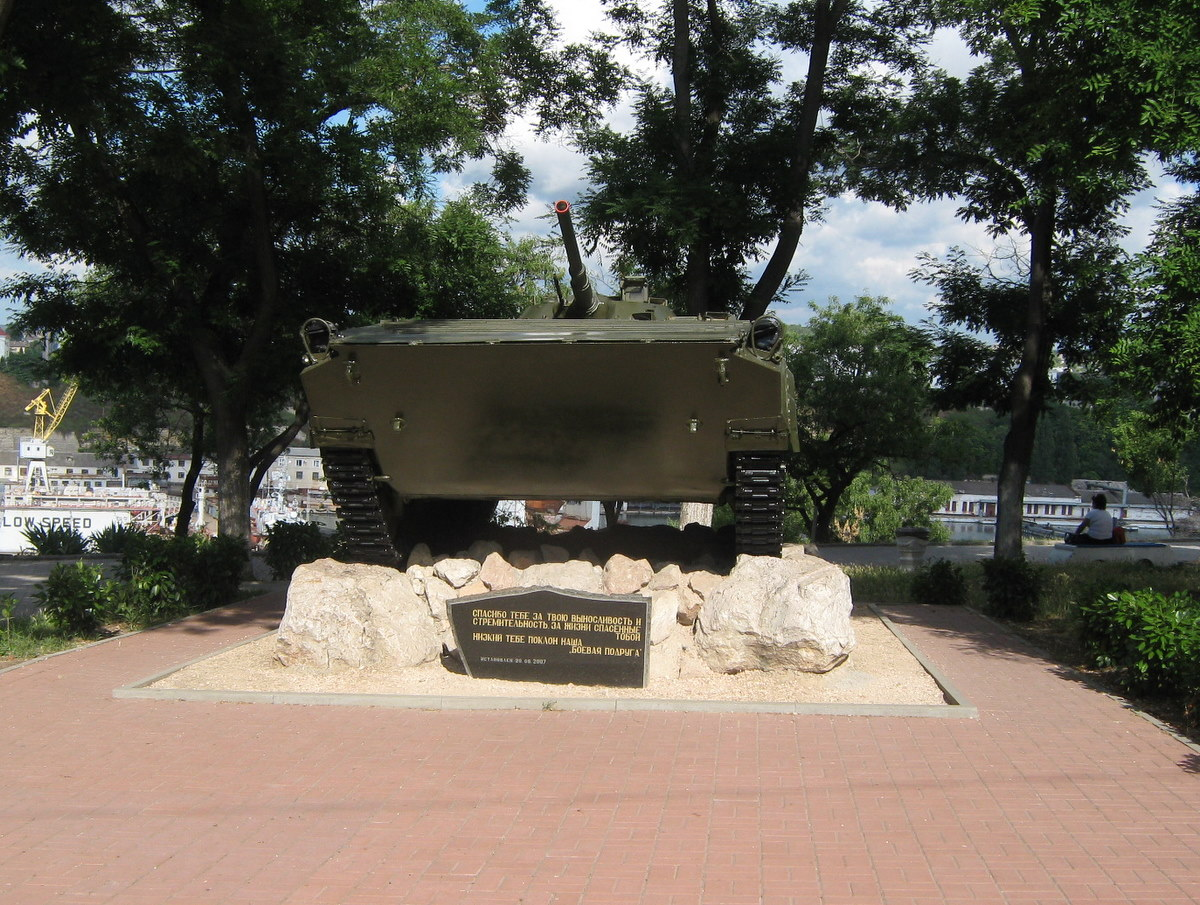
бойова машина піхоти
пам'ятник воїнам-афганцям
вхід у сквер